# Боровые (Сморгонский район)
Боровы́е (бел. Баравы́я, пол. Borowe) — хутор в Сморгонском районе Гродненской области Белоруссии.
Входит в состав Жодишковского сельсовета.
Расположен у северо-западной границы района. Расстояние до районного центра Сморгонь по дороге — около 23,5 км, до центра сельсовета агрогородка Жодишки по прямой — чуть более 5 км. Ближайшие населённые пункты — Мель, Новосёлки, Осинишки.
Согласно переписи 1999 года постоянного населения в Боровых нет.
К югу от хутора располагается территория ландшафтно-ботаниического заказника «Голубые озёра».